# Tiro ai Giochi della V Olimpiade - Pistola libera a squadre
La competizione della pistola libera a squadre  di tiro a segno ai Giochi della V Olimpiade si tenne il 2 luglio 1912 a Kaknäs, Djurgården, Stoccolma. 

## Risultati
Distanza 50 metri, 4 atleti per squadra, 60 colpi divisi in 10 serie da 6 colpi ciascuna. 
| Pos.    | Nazioni     | Atleti                   | Punti       | Punti  |
| Pos.    | Nazioni     | Atleti                   | Individuali | Totali |
| ------- | ----------- | ------------------------ | ----------- | ------ |
| Oro     | Stati Uniti | Al Lane                  | 509         | 1916   |
| Oro     | Stati Uniti | Harry Sears              | 474         | 1916   |
| Oro     | Stati Uniti | Peter Dolfen             | 467         | 1916   |
| Oro     | Stati Uniti | John Dietz               | 466         | 1916   |
| Argento | Svezia      | Georg de Laval           | 475         | 1849   |
| Argento | Svezia      | Eric Carlberg            | 472         | 1849   |
| Argento | Svezia      | Vilhelm Carlberg         | 459         | 1849   |
| Argento | Svezia      | Erik Boström             | 443         | 1849   |
| Bronzo  | Regno Unito | Horatio Poulter          | 461         | 1804   |
| Bronzo  | Regno Unito | Hugh Durant              | 456         | 1804   |
| Bronzo  | Regno Unito | Albert Kempster          | 452         | 1804   |
| Bronzo  | Regno Unito | Charles Stewart          | 435         | 1804   |
| 4       | Russia      | Nikolaj Panin-Kolomenkin | 469         | 1801   |
| 4       | Russia      | Grigory Shesterikov      | 469         | 1801   |
| 4       | Russia      | Pavel Voyloshnikov       | 447         | 1801   |
| 4       | Russia      | Nikolaj Mel'nickij       | 437         | 1801   |
| 5       | Grecia      | Frangiskos Mavrommatis   | 454         | 1731   |
| 5       | Grecia      | Iōannīs Theofilakīs      | 442         | 1731   |
| 5       | Grecia      | Konstantinos Skarlatos   | 429         | 1731   |
| 5       | Grecia      | Alexandros Theofilakīs   | 406         | 1731   |